# Острво Свети Павле
Острво Свети Павле (фр. Île Saint-Paul) је острво део Француских јужних и антарктичких земаља у Индијском океану. Острво има површину од 6 km². Географске координате острва су 38°43′19″ јгш, 77°31′44″ игд. 
То је стеновито ненасељено острво на коме нема дрвећа. 